# Улдевен

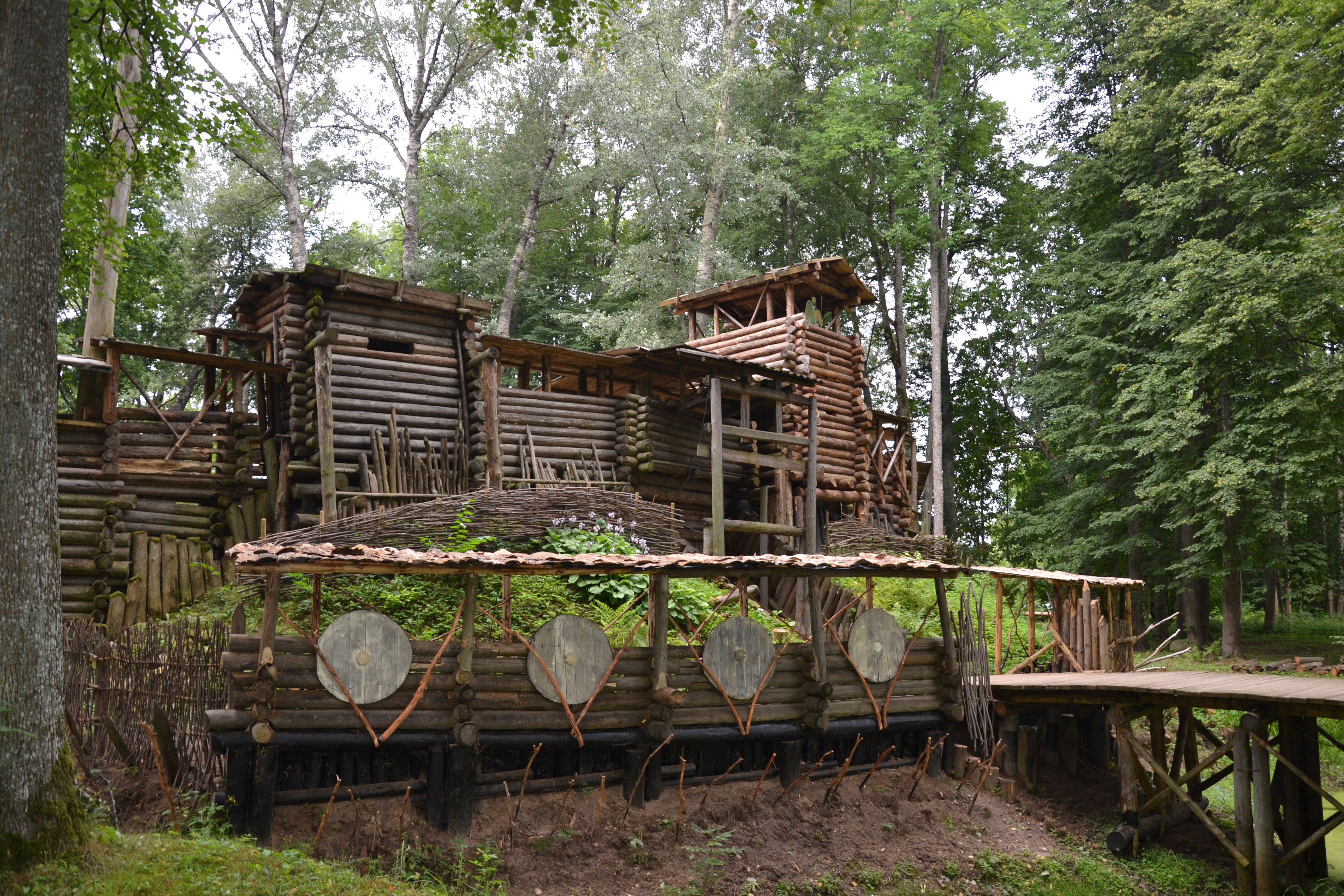
Восстановленное городище-музей в Лиелварде названо замком Улдевена

У́лдевен (латыш. Uldevene) — старейшина даугавских ливов Лиелвардского края (castrum Lenevarde). Был правителем Лиелвардского замка.
В 1213 году в Лиелвардский край вторглись литовцы. Они убили нескольких человек в ливских посёлках и угнали с собой женщин, детей и скот. Улдевен был захвачен в плен, которого позже в виде выкупа обменяли на голову погибшего литовского военачальника.
Имя «Uldevene» могло означать «человек большого роста» или «долгожитель».